# Jean-Baptiste-Jacques Élie de Beaumont
Pour les articles homonymes, voir Élie (homonymie), Beaumont et Élie de Beaumont.
Jean-Baptiste-Jacques Élie de Beaumont, né à Carentan le 9 octobre 1732 et mort à Paris le 10 janvier 1786, est un avocat français.

## Biographie
D’une famille protestante de Normandie, Élie de Beaumont est reçu au barreau en 1752 et avocat au parlement de Normandie, puis se fait un nom au barreau de Paris, avant d’être forcé, par la faiblesse de son organe, de renoncer aux plaidoiries. Il se borna alors à publier des mémoires judiciaires, où il montra un vif sentiment de l’équité, l’art de présenter les faits et de grouper les preuves, qui lui firent une réputation européenne.
Il épouse en 1760 Anne Louise Morin du Mesnil, femme de lettres. Grâce à ce mariage, il obtient la propriété du château de Canon. Leur petit-fils est le géologue Léonce Élie de Beaumont.
Son titre de gloire est le Mémoire pour les enfans de Calas (Paris, 1762, in-4°). La part brillante qu’il prit à l’affaire Calas lui valut, parmi les protestants, une vive gratitude et partout une haute renommée. Voltaire fit de nouveau appel à lui pour la défense de Sirven, en 1765-1766.
Voltaire, qui l’appela « le philosophe de l’innocence opprimée » trouvait néanmoins dans son style, moins d’éloquence que de déclamation. Malgré sa sympathie pour l’auteur, il souhaitait « qu’avec une âme si belle, si honnête, cet homme eût un peu plus de goût et qu’il ne mît pas dans ses mémoires tant de pathos de collège ».
En 1776, il est membre de l'Académie des sciences, belles-lettres et arts de Bordeaux. Il est aussi trésorier du comte d'Artois.

## Publications
- Mémoire pour réhabiliter le nom de Calas, Paris, 1762, in-4°
- Mémoire a consulter, et consultation pour les enfans de defunt Jean Calas, marchand a Toulouse, Paris, Merlin, 1765
- Mémoire pour dame Anne-Rose Cabibel, veuve Calas, et pour ses enfans, sur le renvoi aux Requêtes de l'Hôtel au Souverain, ordonné par arrêt du Conseil du 4 juin 1764, Paris, Le Breton, 1762
- Addition de Mémoire, pour les sieurs & demoiselles Potin, neveux & niéces de la dame de Maincy, héritiers aux meubles & acquêts, & propres paternels; contre la dame & la demoiselle Desjardins, Paris, L. Cellot, 1764
- Mémoire a consulter, et consultation pour Pierre-Paul Sirven, Commissaire à terrier dans le Diocèse de Castres : présentement à Geneve, accusé d'avoir fait mourir sa seconde fille, pour l'empêcher de se faire catholique; & pour ses deux filles, Paris, [s.n.], 1766
- Mémoire a consulter, et Consultation, sur plusieurs questions importantes dans une affaire pendante en l'Amirauté de Rouen. Notamment sur la question si un capitaine-géreur, domicilié à Rouen, a pu se créer, pendant le tems par lui employé aux opérations de sa commission, un domicile en Amérique, au préjudice & en fraude de ses constituans, Rouen, L. Cellot, 1772
- Mémoire et consultation sur le pretendu viol et le prétendu assassinat de la Demoiselle Rouge, imputés a six personnes par un enfant de cinq ans et demi, Paris, L. Cellot, 1770
- Mémoire et réponse a M. L'Abbé de L'Epée pour le sieur Cazeaux, accusé d'avoir supprimé la personne & l'état du Comte de Solar, Paris, Knapen, 1779
- Mémoire pour Dame M. R. Petit de la Burthe, marquise d'Anglure, contre le sieur Pierre Petit ; et encore contre le sieur Petit de la Siguenie… , Paris, Simon, 1782
- Mémoire pour le Sieur Desbordes, ecuyer, héritier aux meubles & acquêts & aux propres maternels de feu M. Fugere, conseiller du roy en la Cour des aides, Paris, Ch. Est. Chenault, 1758
- Mémoire pour le sieur Gasteau bourgeois de Paris, tuteur de Jean-Baptiste-Antoine-Pacifique-Joseph Alliot, fils mineur de Jean-Baptiste Alliot, ecuyer & de Dame Marie-Therese Michaux son épouse, demandeur contre le sieur Alliot, ayeul du mineur, fermier général & intendant de la maison de Sa Majesté le roi de Pologne, défendeur, Paris, L. Cellot, 1764
- Mémoire pour le sieur Gaudon contre le sieur Jean Ramponeau, Paris, Louis Cellot, 1760
- Mémoire pour le sieur Regad de Musseau, ancien capitaine au Bataillon de l'Inde, contre la Compagnie des Indes, Paris, [s.n.], 1768
- Observations sur les profits prétendus indûment faits par la société Lemoine des Pins, Martel, & Varin, Paris, L. Cellot, 1763
- Question sur la legitimité du mariage des Protestans françois, celebré hors du royaume, Paris, L. Cellot, 1764
- Voyages anciens, mœurs pittoresques. Un voyageur français en Angleterre en 1764, Paris, Bureaux de la Revue britannique, [n.d.]
- Défense de Claudine Rouge, Paris, 1760, in-4°.
- Un Choix de plaidoyers est édité à Paris en 1824.